# Theodor Reh

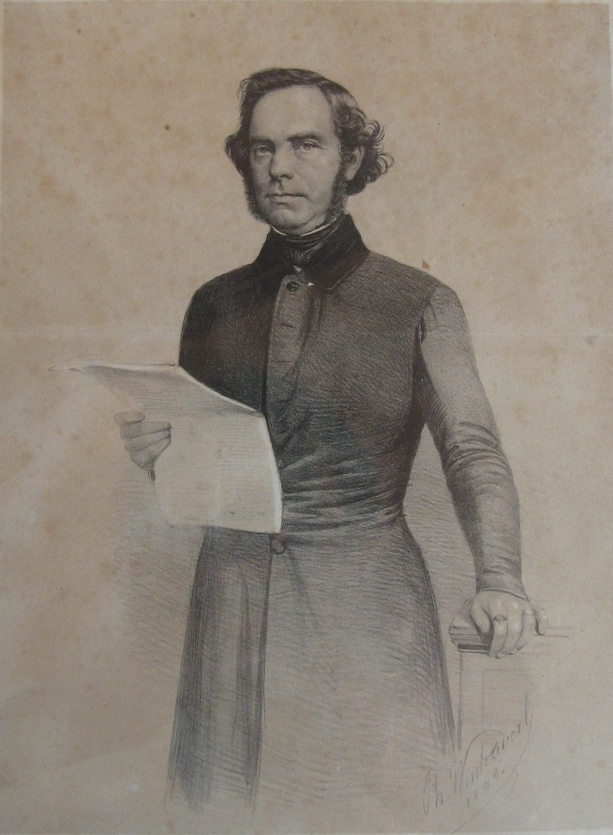
Theodor Reh

Jacob Ludwig Theodor Reh (* 4. November 1801 in Darmstadt; † 31. März 1868 ebenda) war ein deutscher Politiker.

## Leben
Theodor Reh studierte von 1818 bis 1822 Rechtswissenschaften an den Universitäten Gießen und Heidelberg. 1821 trat er in den hessischen Staatsdienst ein, von 1822 bis zu seinem Lebensende war er als Hofgerichtsadvokat in seiner Heimatstadt tätig. Ab 1837 war er Verwaltungsrat der Sparkasse Darmstadt.
Bereits 1819 begann er als Burschenschafter (1818: Christlich-teutsche Burschenschaft / Ehrenspiegelburschenschaft Gießen; 1819: Gießener Allgemeine Burschenschaft Germania; 1821: Alte Heidelberger Burschenschaft) mit politischen Aktionen hervorzutreten, insbesondere der Forderung nach Pressefreiheit. 1834–1835 war er für den Wahlkreis Umstadt Mitglied der zweiten Kammer der Landstände des Großherzogtums Hessen. Auch in den Jahren 1847–1856 war er Mitglied der Kammer. 1837 wurde er aufgrund seiner Unterstützung der Pressefreiheit drei Monate in Untersuchungshaft gehalten, schließlich jedoch freigesprochen. Im gleichen Jahr wurde er Mitglied des Darmstädter Gemeinderats.
Im März 1848 wurde er Delegierter des Vorparlaments in Frankfurt am Main und gehörte dem Fünfzigerausschuss an. Vom 19. Mai 1848 bis zum 30. Mai 1849 war er Abgeordneter für Offenbach am Main in der Frankfurter Nationalversammlung. Er gehörte in der Paulskirche mehreren Ausschüssen an, unter anderem dem Finanzausschuss, dem Verfassungsausschuss und der Kaiserdeputation. Vom 10. Mai bis zum 12. Mai 1849 fungierte er als Erster Vizepräsident, anschließend bis zum 30. Mai als Präsident der Nationalversammlung. Somit war er letzter Präsident des Paulskirchenparlaments, das am 31. Mai 1849 als radikalisiertes Rumpfparlament nach Stuttgart umzog.
Im Juli 1849 trat er in das Herausgebergremium der führenden liberalen Deutschen Zeitung ein. 1850 war Reh Abgeordneter im Erfurter Unionsparlament, bis 1856 gehörte er den hessischen Landständen an.

## Familie
Reh war der Sohn von Hofgerichtsrat Justus Jakob Balthasar Reh (1753–1820) und dessen Frau Friederike Luise Sophie Reh, geborene Draudt (1766–1854).
Aus seiner ersten Ehe (Heirat am 11. September 1824 in Butzbach) mit Karoline Theodore Luise Weidig (1802–1843) ging Wilhelmine Natalie Reh hervor, die im August 1868 Wilhelm Liebknecht heiratete. Damit war er auch über seine Ehefrau mit Pfarrer Friedrich Ludwig Weidig verwandt, dessen Verteidigung er übernommen hatte. Nach dem Tod seiner ersten Frau heiratete Reh am 28. Mai 1846 in Darmstadt Oktavia Caliga (1826–1887).
Aus dieser Ehe stammen die Söhne Friedrich Caliga-Reh, ein Opernsänger, und Karl Johann Heinrich Reh, der später als liberaler Landtagsabgeordneter in die Fußstapfen seines Vaters treten sollte.

## Gedenken
In Darmstadt-Kranichstein wurde eine Straße nach Theodor Reh benannt.